# Kildevældsparken
Kildevældsparken er en park mellem Vognmandsmarken/Bellmansgade og Borgervænget på Østerbro i København. 
Parken er med sine 0,77 ha en af Københavns mindre parker. Den blev anlagt i 1926-1927. Navnet Kildevæld refererer til et landsted og et traktørsted, der lå på hjørnet af Østerbrogade og Kildevældsgade.
Kildevældssøen midt i parken er ældre end parken. Den opstod ved store afgravninger i 1890'erne. De fandt sted for at skaffe byggematerialer til anlægget af Frihavnen og Langeliniekajen samt ler til opfyldning ved Kastellet. Søen, der er forholdsvis dyb, har hverken til- eller afløb. Et springvand midt i søen sørger for iltning af vandet. Der går stier rundt om søen, og der er flere udsigtspunkter i parken, som er ret kuperet. 
I vestenden ligger en af Københavns Kommunes bemandede legepladser. Hvert år er parken ramme om Kildevældsparkens Kulturfestival.
I 2016 blev Kildevældsparken udvidet mod nord med aktivitetsområdet Frisporet. Området er især rettet mod børn og består af en sti, der snor sig mellem vildnis og legeredskaber. Navnet hentyder til, at området tidligere har været jernbaneterræn, idet Frihavnsbanen gik her, indtil den blev omlagt i 1931.